# Volby ve Švédsku
Volby ve Švédsku jsou svobodné. Volí se do parlamentu, obecních zastupitelstev, krajských rad a Evropského parlamentu. Švédský parlament je jednokomorový a volí se do něj 349 poslanců na čtyřleté volební období. Všechny volby kromě voleb do EP se konají ve stejném termínu.
Parlament je volený poměrným systémem, přičemž zde existuje 4% uzavírací klauzule na celostátní úrovni. Mandáty ale mohou získat i strany, které na úrovni jednoho volebního obvodu získají alespoň 12 % hlasů.

## Dominantní politické strany
- Sociální demokraté
- Umírněná strana
- Švédští demokraté
- Strana zelených
- Liberální lidová strana
- Strana středu
- Levicová strana
- Křesťanskodemokratická sjednocená strana

## Související kategorie
- Politické strany ve Švédsku